# San Gennaro intercede presso la Vergine, Cristo e il Padre Eterno per la peste
Il San Gennaro intercede presso la Vergine, Cristo e il Padre Eterno per la peste è un dipinto olio su tela (400×315 cm) di Luca Giordano databile non con certezza al 1656 e conservato presso il Museo nazionale di Capodimonte a Napoli.

## Storia e descrizione
L'opera fu commissionata dal viceré spagnolo Gaspare de Bracamonte per la Chiesa di Santa Maria del Pianto come ex voto per il cessato pericolo dovuto alla disastrosa epidemia che colpì la città in quegli anni.
Il Giordano in quest'opera mostra la sua devozione verso San Gennaro che più volte è utilizzato come soggetto principale delle sue opere. Il santo è ritratto mentre invoca presso la Madonna, Cristo e Dio per la peste che dimezzò la popolazione napoletana durante l'anno, il 1656, al quale è possibile attribuire il dipinto. 
I colori utilizzati dal Giordano sono molto forti partendo da un giallo oro che circonda i personaggi protagonisti della vicenda, sfumato da un chiarissimo azzurro del cielo e che si spegne verso il basso creando una penombra scura che cela le drammatiche vite umane spente a causa dell'epidemia.
Giordano dipinse la tela per la chiesa di santa Maria del Pianto contemporaneamente ad un'altra tela destinata alla stessa chiesa, Santi patroni di Napoli adorano il crocifisso (anch'essa oggi presso la reggia di Capodimonte, dopo essere stata ospitata per un breve periodo al palazzo Reale di Napoli). L'edificio di culto, in quegli anni, sorgeva infatti presso alcune grotte (dette "dei pipistrelli") dentro le quali furono seppellite molte vittime della peste.